# Leonardo Ortizgris
Leonardo Ortizgriz (México, 1977) es un actor mexicano conocido por películas como Museo, Güeros y ¿Conoces a Thomas?

## Carrera
Estudió en la Facultad de Filosofía y Letras de la Universidad Nacional Autónoma de México.
En 2006 viajó a Chile para filmar la película Seis junto a tres conocidos actores del país sudamericano: Paz Bascuñán, César Sepúlveda y Andrés Gómez. Sin embargo, recién se pudo ver en la pantalla grande en 2009, cuando el actor ya había debutado en el cine azteca con la cinta Wadley.
En 2014 participar en la exitosa película Güeros de Alonso Ruizpalacios. Con el mismo director volvió a trabajar en Museo, una cinta que recrea el robo al Museo de Antropología en 1985.
En 2018 regresa a Chile para participar en Tengo miedo torero, una adaptación fílmica de la novela de Pedro Lemebel, que aparece como uno de los grandes estrenos del cine chileno para 2020.
En 2025 protagoniza la película Pérdida Total, dirigida por Enrique Begné.

## Filmografía

### Cine
| Películas | Películas               | Películas    | Películas                             |
| Año       | Película                | Personajes   | Director                              |
| --------- | ----------------------- | ------------ | ------------------------------------- |
| 2008      | Wadley                  |              | Matías Meyer                          |
| 2009      | Seis                    | Pablo        | Cristián Lecaros                      |
| 2012      | No quiero dormir sola   | Pablo        | Natalia Beristain                     |
| 2014      | Güeros                  | Santos       | Alonso Ruizpalacios                   |
| 2018      | Museo                   | Wilson       | Alonso Ruizpalacios                   |
| 2018      | El club de los insomnes | Santiago     | Joseduardo Giordano, Sergio Goyri Jr. |
| 2019      | ¿Conoces a Tomás?       | Leonardo     | Maria Torres                          |
| 2020      | Tengo miedo torero      | Carlos       | Rodrigo Sepúlveda                     |
| 2024      | Firma aquí              | Roque        | Enrique Vázquez                       |
| 2024      | No negociable           | Secuestrador | Juan Taratuto                         |
| 2024      | Mexico 86               | Miguel       | César Díaz                            |
| 2024      | El Diario               | Víctor       | Emma Bertrán, Alba Gil                |
| 2025      | Pérdida Total           | Claudio      | Enrique Begné                         |